# Hitrost gravitacije
Hitróst gravitácije se v okviru klasičnih teorij gravitacije nanaša na hitrost pri kateri se širijo spremembe v gravitacijskem polju. To je hitrost pri kateri spremembam porazdelitve energije in gibalne količine snovi sledijo opazljive spremembe na določeni razdalji od gravitacijskega polja, ki ga povzročajo. V relativističnem smislu se »hitrost gravitacije« nanaša na hitrost gravitacijskega valovanja, ki ima enako hitrost kot hitrost svetlobe, kakor jo predvideva splošna teorija relativnosti. Hitrost gravitacije so z določeno točnostjo potrdili z opazovanjem združitve dveh nevtronskih zvezd GW170817 z detektorjema LIGO in Virgo 17. avgusta 2017. Združitev nevtronskih zvezd so opazovali tako s pomočjo gravitacijskega valovanja kot z žarki γ. Takšno opazovanje je omogočilo določitev najboljše meje razlike med hitrostjo svetlobe in gravitacije. Fotone so zaznali 1,7 sekunde pred vrhom sevanja gravitacijskega valovanja in privzeli zamik od 0 do 10 s. Tako je razlika med obema hitrostima {\displaystyle c_{\rm {g}}-c_{0}\!\,} omejena med vrednostima −3×10−15 in +7×10−16 krat hitrost svetlobe.

## Newtonovska gravitacija
Newtonova formulacija splošnega gravitacijskega zakona zahteva, da se vsak delec z maso v trenutku odzove na vsak drug delec z maso ne glede na njuno medsebojno razdaljo. Gravitacijo po Newtonu v sodobnem času opiše Poissonova enačba. Kadar se spremeni porazdelitev mase sistema, se po Poissonovi enačbi v trenutku prilagodi njegovo gravitacijsko polje. V Newtonovi mehaniki je tako hitrost gravitacije neskončna. Ta predpostavka se je skladala z vsemi pojavi znotraj opazovalne točnosti tedanjega časa. Šele v 19. stoletju so z astronomskimi opazovanji našli nepravilnosti, ki se niso skladale z newtonovskim modelom gravitacije s takojšnjim delovanjem. Le Verrier je leta 1847 odkril da se prisončje eliptičnega tira Merkurja precesijsko suče v večji meri, kot je predvidel Newtonov splošni gravitacijski zakon. Pojav je sicer uspešno teoretično pojasnila šele Einsteinova splošna teorija relativnosti v letu 1916. Le Verrier sam in mnogi drugi so poskušali pojasniti nepravilnost Merkurjevega tira z vplivom gravitacije domnevnega planeta med Merkurjem in Soncem, kar je bilo takrat aktualno, saj so na ta način odkrili Neptun in kasneje Pluton. Med letoma 1855 in 1877 je Le Verrier še točneje dognal, da se Merkurjevo prisončje premika za še dodatnih 38"/stoletje več kot je kazal njegov izračun motenj kroženja planeta okrog Sonca. Problema Merkurjevega prisončja ni mogla rešiti niti generacija, ki je prišla za njim. Leta 1882 je Newcomb popravil Le Verrierovo vrednost na 43" in leta 1895 na osnovi točnih podatkov Merkurjevega gibanja navedel 42"/stoletje, kar se je kasneje ujemalo s teoretičnim privzetkom splošne teorije relativnosti.

## Laplaceov pristop
Laplace je leta 1805 prvi poskušal povezati neskončno hitrost gravitacije z Newtonovo teorijo gravitacije. Na podlagi Newtonovega splošnega gravitacijskega zakona je obravnaval model v katerem je gravitacijsko polje definirano kot neke vrste sevalnega polja ali tekočine. Spremebe v gibanju telesa, ki privlači, se prenašajo z nekakšnim valovanjem. Opis gibanja nebesnih teles bi bilo treba popraviti glede na razmerje {\displaystyle v/c\!\,}, kjer je {\displaystyle v\!\,} relativna hitrost med telesoma, {\displaystyle c\!\,} pa hitrost valovanja. Ta privzetek je podoben primeru z aberacijo svetlobe, katera povzroča da je Sonce navidezno v malo premaknjeni legi. Vpeljava časovnega zamika svetlobne hitrosti v newtonovsko gravitacijo pa vodi do nestabilnih planetnih tirov.
Po Laplaceu se stabilnost tirov lahko ohrani le z vpeljavo hitrosti za gravitacijske interakcije vsaj 7×106 krat večje od hitrosti svetlobe. To veliko vrednost hitrosti so v 19. stoletju uporabljali mnogi pri kritiki modelov na osnovi končne hitrosti gravitacije, kot so na primer električne ali mehanske razlage gravitacije.

## Elektrodinamične podobnosti

### Zgodnje teorije
Proti koncu 19. stoletja so mnogi poskušali povezati Newtonov splošni gravitacijski zakon z uveljavljenimi zakoni elektrodinamike, na primer: Weber, Gauss, Riemann in Maxwell. Njihove teorije se ne ukvarjajo z Laplaceovo kritiko, saj, čeprav temeljijo na končnih hitrostih širjenja valovanja, vsebujejo dodatne člene, ki zagotavljajo stabilnost Osončja. Z njimi so poskušali pojasniti precesijsko sukanje Merkurjevega prisončja, niso pa dale točnih vrednosti. Izjema je bil Lévy, ki je leta 1890 uspešno povezal Webrove in Riemannove zakone, in kjer je bila hitrost gravitacije enaka hitrosti svetlobe. Pristop Webra in drugih je bil napačen in tako so te poskuse zavrnili. Webrovo teorijo so nadomestile Maxwellove enačbe.
Gerber je leta 1898 izpeljal enako enačbo, ki jo je kasneje izpeljal Einstein za precesijsko sukanje Merkurjevega prisončja. Na podlagi enačbe je Gerber izračunal hitrost razširjanja gravitacijskega valovanja 305.500 km/s, kar je praktično hitrost svetlobe. Njegova izpeljava pa je bila napačna, njegovi zaključki niso sledili iz njegovih privzetkov, tako da njegov teoretični poskus mnogi, vključno z Einsteinom, niso imeli za pomembnega. Poleg tega je bila vrednost, ki jo je predvidel za odklon svetlobnih žarkov v gravitacijskem polju Sonca, previsoka za faktor 3/2.:49–51 Einstein ni vedel za Gerberjev rezultat in je menil da gre za osamljen in neuspešen teoretični poskus. Gerber je privzel, da končna hitrost gravitacije prizadene potencialno energijo. Z nastavkom:
{\displaystyle -\kappa {\frac {mm_{\odot }}{r}}\left(1-{\frac {\frac {\mathrm {d} r}{\mathrm {d} t}}{c_{0}^{2}}}\right)\!\,,}
je prek Euler-Lagrangeevih enačb prišel do:
{\displaystyle \delta ={\frac {6\pi \varphi }{p}}={\frac {6\pi \kappa m_{\odot }a}{c_{0}^{2}b^{2}}}={\frac {6\pi \kappa m_{\odot }}{a(1-e^{2})c_{0}^{2}}}\!\,,}
kar je enako kot v STR. S podatkom 41" je dobil {\displaystyle \epsilon =299792458/305500000=0,981317\!\,}.:42 Računal je s Foucaltovo vrednostjo hitrosti svetlobe 298000 km/s iz leta 1850 in je bilo razmerje toliko manjše {\displaystyle \epsilon =0,975450\!\,}.

### Lorentzev poskus
Lorentz je leta 1900 poskusil pojasniti gravitacijo na podlagi svoje teorije etra in Maxwellovih enačb. Po predložitvi in zavrnitvi Fatio-Le Sageova teorije gravitacije je podobno kot Mossotti in Zöllner predpostavil, da je privlak nasprotno nabitih delcev močnejši kot odboj enako nabitih delcev. Rezultanta sil je prav to kar se pojmuje pod splošno gravitacijo s hitrostjo gravitacije enako hitrosti svetlobe. To je vodilo do nesoglasij z Newtonovim splošnim gravitacijskim zakonom, saj je Laplace pokazal, da končna hitrost gravitacije vodi do neke vrste aberacije, in da so tiri planetov nestabilni. Lorentz je pokazal da se teorija ne ukvarja z Laplaceovo kritiko, saj se zaradi zgradbe Maxwellovih enačb pojavijo vplivi reda {\displaystyle v^{2}/c^{2}\!\,}. Njegova vrednost precesijskega sukanja Merkurjevega prisončja je bila preveč majhna. Zapisal je:
»Posebno obliko teh členov bo morda treba spremeniti. Kar je bilo do sedaj rečeno, je zadostno za prikaz, da se gravitacijo lahko pripiše učinkom, ki se širijo z enako hitrostjo kot je hitrost svetlobe.«
Poincaré je leta 1908 preveril Lorentzevo teorijo gravitacije in jo ocenil, da je skladna z načelom relativnosti, ter je kot Lorentz kritiziral netočno napovedano vrednost za sukanje Merkurjevega prisončja

## Lorentzevi kovariantni modeli
Poincaré je leta 1904 pobijal, da hitrost širjenja gravitacije, ki je večja od hitrosti svetlobe {\displaystyle c\!\,}, ne bo v skladu s predstavo o krajevnem času (na podlagi sinhronizacije svetlobnih signalov) in načelom relativnosti. Zapisal je: 

»Kaj bi se zgodilo, če bi se lahko sporazumevali s signali, drugačnimi od svetlobnih, in katerih hitrost bi se razlikovala od hitrosti svetlobe? Če bi potem, ko smo z optimalnim postopkom naravnali naše ure, želeli preveriti naše rezultate s temi novimi signali, bi opazili neskladnosti zaradi splošnega translacijskega gibanja obeh oddajnikov. Takšnih signalov si ne moremo zamisliti, če privzamemo Laplaceov pogled, da se splošna gravitacija prenaša s hitrostjo, ki je milijonkrat večja od svetlobne?«
V letu 1905 je Poincaré izračunal, da se lahko spremembe v gravitacijskem polju gibljejo s hitrostjo svetlobe, če se predpostavi, da teorija temelji na Lorentzevih transformacijah. Zapisal je:
»Laplace je dejansko pokazal, da je širjenje, ali trenutno ali pa precej večje od hitrosti svetlobe. Preveril je domnevo končne hitrosti širjenja, tukaj pa je ta domneva povezana z mnogimi drugimi, in morda lahko med njimi nastane bolj ali manj popolna izravnava. Uporaba Lorentzeve transformacije je dala več takšnih zgledov.«
Podobna modela sta predlagala Minkowski (1907) in Sommerfeld (1910). Te poskuse pa je kmalu nadomestila Einsteinova splošna teorija relativnosti.

## Splošna teorija relativnosti

### Ozadje
V splošni teoriji relativnosti gravitacijski potencial določa metrični tenzor, gravitacijsko polje sil pa Christoffelovi simboli mnogoterosti prostor-časa. Plimsko gravitacijsko polje je povezano z ukrivljenostjo prostor-časa. Splošna teorija relativnosti napoveduje obstoj gravitacijskega valovanja, ki se širi kot valovanje s hitrostjo svetlobe. Potrebno je poudariti, da bo počasno razvijajoči se izvir za šibko gravitacijsko polje imel podobne vplive kot izviri v newtonovski gravitaciji. Še posebej se ne sme zamenjevati počasi se razvijajoče Coulombove komponente gravitacijskega polja z morebitno dodatno sevalno komponento (glej klasifikacija Petrova in Piranija). Neglede na to za vsako gravitacijsko polje tipa Petrova velja načelo kavzalnosti, tako da počasi razvijajoča »Coulombova komponenta« gravitacijskega polja ne more posredovati informacije o legi izvira gravitacijskega polja hitreje od hitrosti svetlobe.
Ker je Newtonov splošni gravitacijski zakon poseben primer glede na splošno teorijo relativnosti, je izbrano razmerje:
{\displaystyle \epsilon \ {\stackrel {\mathrm {def} }{=}}\ {\frac {c_{0}}{c_{\rm {g}}}}\!\,,}
kjer sta {\displaystyle c_{0}\!\,} hitrost svetlobe v praznem prostoru in {\displaystyle c_{\rm {g}}\!\,} hitrost gravitacije, tako da za Newtonov splošni gravitacijski zakon velja:
{\displaystyle \epsilon =0,\quad (c_{\rm {g}}\rightarrow \infty )\!\,,}
v splošni teoriji relativnosti pa:
{\displaystyle \epsilon =1,\quad (c_{\rm {g}}=c_{0})\!\,.}
Če je {\displaystyle \epsilon \neq 1\!\,}, so na primer Lorentzeve transformacije gravitacijskega polja različne od transformacij pri enačbah elektromagnetnega polja. Fizikalno to pomeni, da ima gravitacijska interakcija hitrost {\displaystyle c_{\rm {g}}\!\,}, ki se razlikuje od hitrosti elektromagnetnega valovanja {\displaystyle c_{0}\!\,}.

### Aberacija v splošni teoriji relativnosti
Končna hitrost gravitacijske interakcije v splošni teoriji relativnosti lahko na videz vodi do popolnoma enakih vrst problemov z aberacijo gravitacije, s katerimi se je izvirno ukvarjal Newton. V splošni teoriji relativnosti namreč gravitomagnetni učinki izničijo učinke aberacije, podobno kot v teorija polja, omenjenih zgoraj. Kot je pokazal Carlip, so v meji šibkega stacionarnega polja rezultati za tire, ki jih da splošna teorija relativnosti, enaki tistim v newtonovski gravitaciji (s takojšnjim delovanjem na razdalji), navkljub dejstvu, da v celotni teoriji velja za hitrost gravitacije vrednost {\displaystyle c\!\,}.
Čeprav so računi precej bolj zahtevni, je moč pokazati da splošna teorija relativnosti nima aberacijskih problemov podobno kot jih nima teorija elekromagnetnega retardiranega Liénard-Wiechertovega potenciala. Ni preprosto izdelati samo s seboj skladno teorijo gravitacije v kateri bi se gravitacijska interakcija širila z drugačno hitrostjo od svetlobne, kar še bolj oteži razpravo o tej možnosti.

### Meritve hitrosti gravitacije
Hitrost gravitacije se lahko izračuna iz opazovanj stopnje razpada tira v sistemu dvojnega pulzarja, na primer PSR B1913+16 ali PSR B1534+12. Tira teh pulzarjev v dvojnem sistemu razpadata zaradi izgube energije v obliki gravitacijskega valovanja. Stopnjo te energetske izgube (»gravitacijsko dušenje«) je moč izmeriti. Ker je odvisna od hitrosti gravitacije, je primerjava izmerjenih vrednosti s teoretičnimi napovedmi pokazala, da je hitrost gravitacije enaka svetlobni z relativno merilno negotovostjo do 0,01. Merjenje hitrosti gravitacije s primerjavo teoretičnih napovedi z eksperimentalnimi rezultati je odvisno od teorije. Teorija drugačna od splošne teorije relativnosti lahko načeloma pokaže drugačno hitrost, čeprav obstoj gravitacijskega dušenja samo nakazuje da hitrost ne more biti neskončna.
Septembra 2002 sta Kopejkin in Fomalont poročala o neposredni meritvi hitrosti gravitacije s podatki meritev VLBI retardirane lege Jupitra na svojem tiru pri prehodu prek svetlega radijskega vira, kvazarja QSO J0842+1835. Njun zaključek je bila vrednost hitrosti gravitacije med 0,8 in 1,2 krat hitrost svetlobe, kar je v skladu s teoretično napovedjo splošne teorije relativnosti, da je hitrost gravitacije točno enaka svetlobni.
Več fizikov, med njimi Will in Carlip, je kritiziralo njune trditve češ da sta napačno pojasnila rezulte svojih meritev. Pred dejanskim prehodom Jupitra je Asada v članku v Astrophysical Journal Letters podal teoretično razlago da je predlagani preskus dejansko potrditev hitrosti svetlobe po ovinkih namesto hitrosti gravitacije. Poleg tega so kritizirali tudi način s katerim sta predstavila rezultate - na srečanju Ameriškega astronomskega društva (AAS) in ne prek recenzije v ugledni znanstveni reviji. Kopejkin in Fomalont nadaljujeta z močnim pobijanjem kritik. Četudi je bila njuna meritev morda napačna, je bila presunljiva, saj je merilna ločljivost VLBI na primer kar 100-krat večja od HST.
Pomembno je razumeti, da nihče od udeležencev v tem sporu ne trdi, da je splošna teorija relativnosti napačna. Debata se osredotoča na to ali sta Kopejkin in Fomalont v splošnem podala še eno potrditev ene od osnovnih napovedi.